# Toyota FC Bus
Toyota FC Bus – miejski autobus z silnikiem elektrycznym zasilanym wodorowymi ogniwami paliwowymi produkcji Toyota Motor Corporation, opracowany we współpracy z Hino Motors. W autobusie zostały wykorzystane komponenty opracowane pierwotnie do Toyoty Mirai, sedana średniej wielkości napędzanego ogniwami paliwowymi. 
Wodorowe ogniwa paliwowe wytwarzają energię elektryczną w reakcji wodoru i tlenu w obecności katalizatora, której produktem ubocznym jest woda. Wodór jest przechowywany w zbiornikach z włókna węglowego i szklanego, zaś tlen pobierany z powietrza. 
FC Bus został wyposażony  w system zasilania zewnętrznych odbiorników o maksymalnej mocy 9 kW, który dostarcza maksymalnie 235 kWh energii. Źródłem energii są ogniwa paliwowe. Celem tej instalacji było wprowadzenie do użytku w mieście awaryjnego źródła zasilania w razie naturalnej katastrofy, takiej jak trzęsienie ziemi czy tsunami

## Historia
W dniach 24 i 27-30 lipca 2015 Toyota przeprowadziła testy prototypowego autobusu na ogniwa paliwowe  na trasach autobusowych w Tokio. Prototyp powstał we współpracy z Hino Motors, na podstawie hybrydowego autobusu Hino oraz systemu ogniw paliwowych Toyoty Mirai.
W lutym 2017 Toyota Motor Corporation rozpoczęła sprzedaż FC Bus. Pierwszy egzemplarz został kupiony przez Biuro Transportu Rządu Metropolitalnego Tokio i został włączony do sieci autobusów miejskich w Tokio w marcu 2017 roku. Do 2020 roku Toyota dostarczy władzom Tokio ponad 100 autobusów Toyota FC Bus. Jest to element planu promocji motoryzacji wykorzystującej ogniwa paliwowe podczas Igrzysk Olimpijskich i Paraolimpijskich w Tokio w 2020 rokuToyota delivers fuel cell bus to Tokyo Metropolitan Government. 2017-02-24. [dostęp 2017-03-06]. (ang.).